# Antoni Pinilla i Miranda
Antoni Pinilla Miranda (Badalona, Barcelonès; 25 de febrer de 1971) és un exfutbolista català.

## Trajectòria

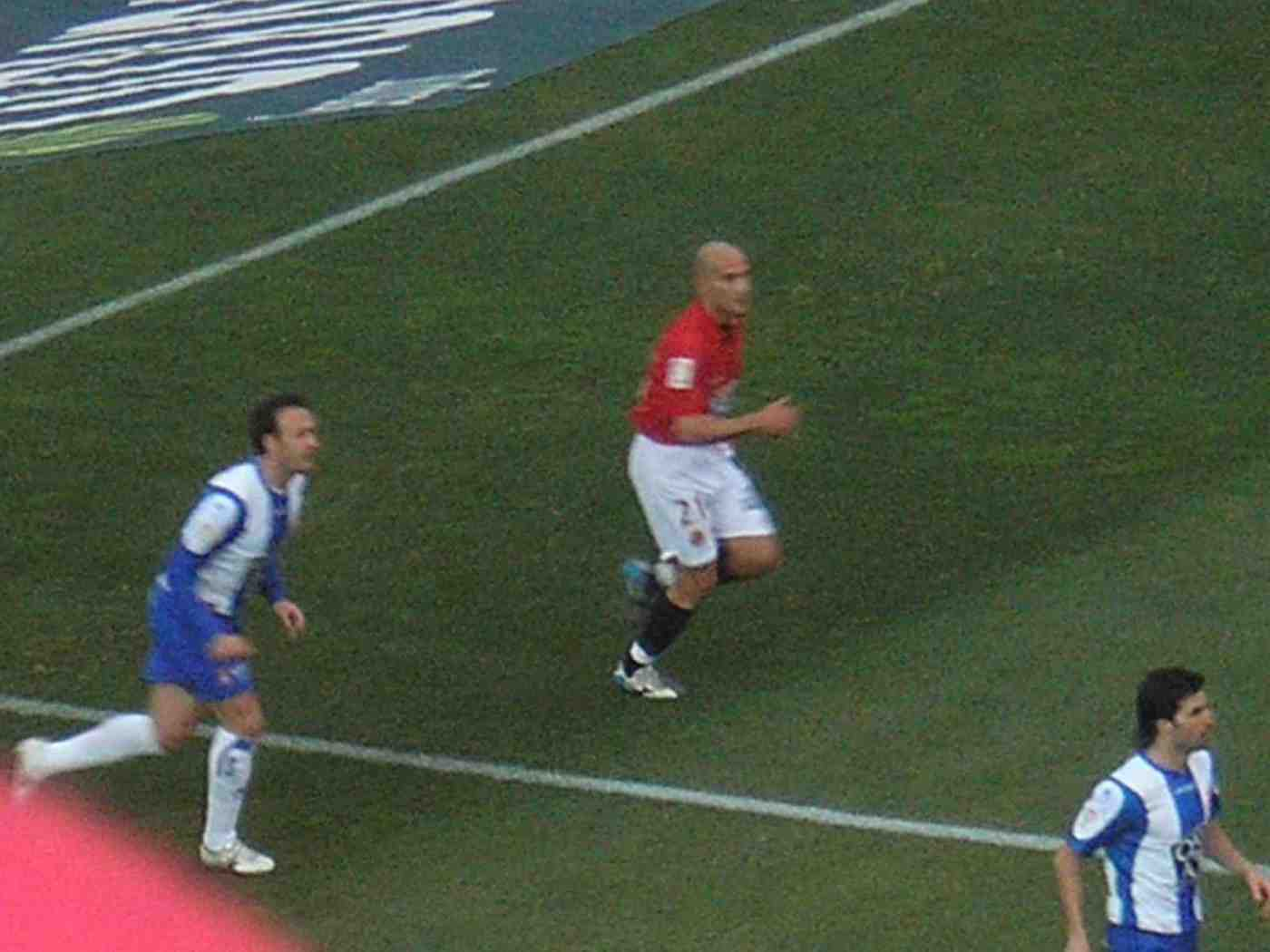
Pinilla, durant la seva etapa amb el Nàstic a Primera Divisió

Inicià la seva carrera en els equips inferiors del FC Barcelona debutant amb el primer equip el dia 18 de febrer de 1990, pocs dies abans de complir els 19 anys. El Barça jugava al camp del Rayo Vallecano, guanyà 2 a 4 i Pinilla entrà al minut 66 substituint Julio Salinas.
La temporada 1990-1991 jugà un total de set partits i marcà un gol el 2 de febrer de 1991 al camp del València CF que significà l'empat a dos. Aquell any també arribà a jugar la final de la Recopa d'Europa. A més d'un altre partit de la Recopa contra el FRAM en què també marcà un gol, també jugà quatre partits a la Copa del Rei.
La següent temporada la passà cedit a les files del RCD Mallorca.
El 1992 participa amb la selecció espanyola als Jocs Olímpics de Barcelona, guanyant la medalla d'or.
Després dels Jocs Olímpics, fou cedit a l'Albacete, on jugà una temporada, fins que l'estiu del 1993 fitxà pel Tenerife, equip en què tingué l'estada més llarga de la seva carrera esportiva, fins a l'any 2000. Durant la seva estada a Tenerife jugà en dues ocasions la Copa de la UEFA, i va arribar fins a semifinals la temporada 1996-1997.
Després d'una última temporada a segona divisió amb el Tenerife, fitxà pel Salamanca, equip en què passà una temporada.
El 2001 arribà al Nàstic, com a reforç per ajudar l'equip a mantenir-se a segona divisió després de l'ascens, però tot i algunes bones actuacions no s'aconseguí l'objectiu. La següent temporada la començà lesionat i sense equip, fet que semblava indicar que la seva carrera havia arribat al final, però al mes de desembre el Nàstic va decidir donar-li un lloc a l'equip. Aquella temporada fou complicada: el futbolista hagué de jugar en una categoria, la 2a B, en què no jugava des que era un juvenil fou molt qüestionat pel seu estat de forma i no marcà cap gol. A més, l'objectiu d'ascens va quedar força lluny. A la següent temporada, l'equip aconseguí l'ascens amb una aportació molt destacada d'Antoni Pinilla. La temporada 2004-2005, ja a segona, fou un fix en l'onze inicial i rendí a un gran nivell. La 2005-2006 fou la de l'ascens a primera. Pinilla començà la temporada com a suplent, i fins a la jornada 28 només havia jugat 6 partits, però a partir de llavors aconseguí un lloc en l'equip titular i el seu joc i els seus gols foren fonamentals per tal d'aconseguir l'ascens. La temporada 2006-2007 continua al Nàstic amb l'objectiu d'ajudar l'equip a mantenir la categoria, i també la següent altra vegada a segona divisió.
Fou el capità del Gimnàstic de Tarragona, i el seu bon rendiment el convertí en un dels jugadors més valorats per l'afició. El 13 de juny de 2008, un dia abans de jugar-se l'últim partit de lliga, anuncià la seva retirada. Pocs dies després es convertí en el director general de l'equip, deixant el càrrec a principis de febrer de 2010.
També cal destacar els set partits que ha jugat amb la selecció catalana els anys 1990, 1995, 1997, 1998, 2005, 2006 i 2007 contra el CE Sabadell, el FC Barcelona, Bulgària, Nigèria, Paraguai, i dos contra el País Basc.
L'any 2008 fou el pregoner de les Festes de Santa Tecla de Tarragona.
És comentarista dels partits de la lliga espanyola a Movistar.